# 格羅寧根足球會

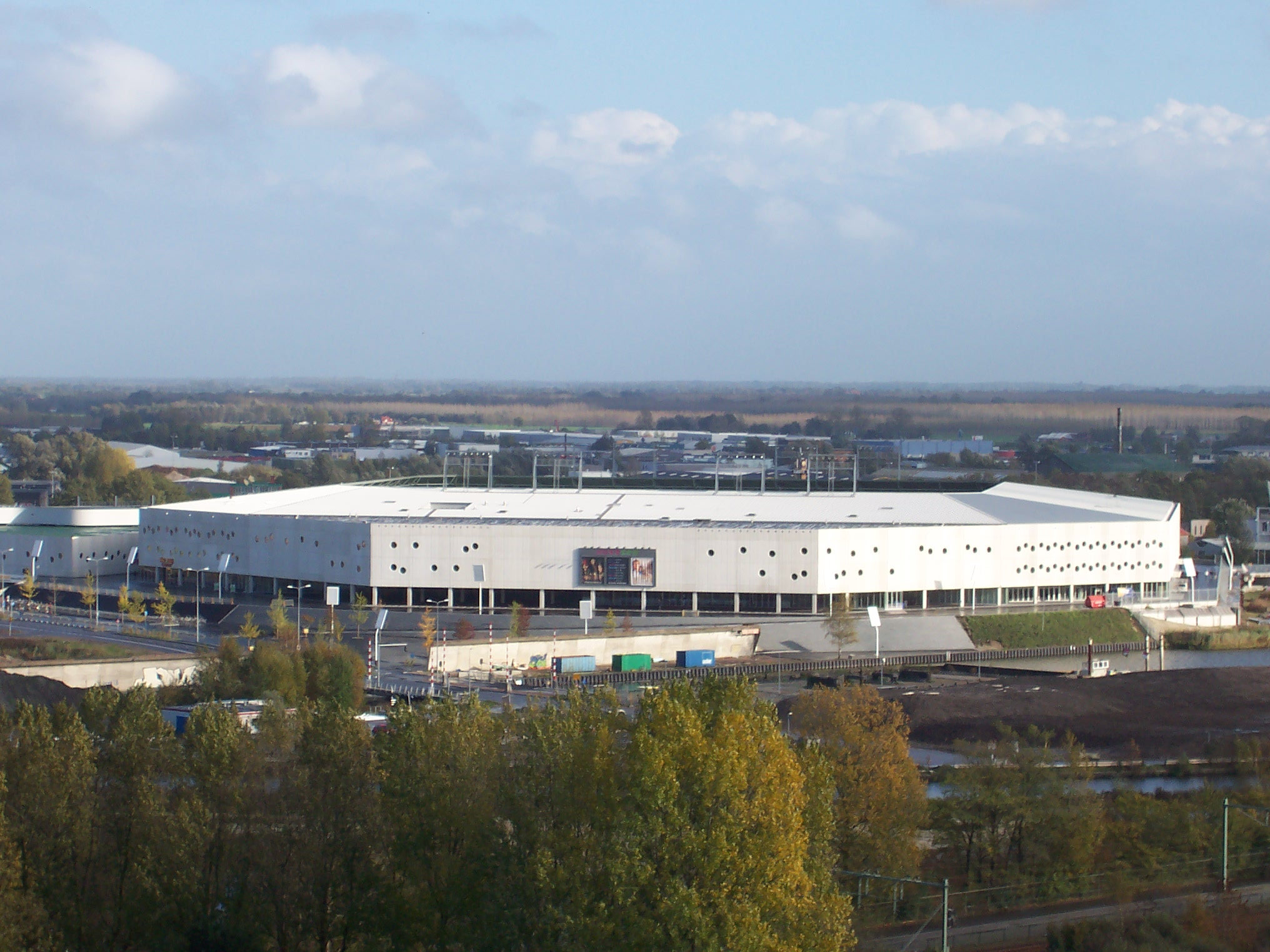
綽號「綠色地獄」的歐羅堡球場

格羅寧根足球會（Football Club Groningen），或譯高寧根，是一間位於荷蘭格羅寧根市的足球會，成立於1971年，現時在荷甲聯賽作賽。

## 歷史
格羅寧根乃於1971年6月16日成立，由格羅寧根足球和運動員協會（Groningen Football and Athletics Association，簡稱GVAV，1921年1月26日成立）所管理。他們自成立以來，多數時間都在甲組角逐，雖然他們曾經在成立後第三季降至乙組。然後，球會得到高文兄弟的推動而得到成功，弟弟和兄長（Erwin Koeman），為球會在1982－83年球季得到歐洲足協杯參賽資格。而他們在荷甲的最佳成績，則是在1990-91球季，他們在這季獲得了第三名。
格羅寧根的主場球衣顏色為綠色和白色。他們的主場位於歐羅堡球場，擁有20,000個座位。在2005年12月，他們在奥斯特帕克球場（Oosterpark Stadion）上演最後一場比賽，他們從1971年至2005年使用這個球場。格羅寧根在2004－05年球季的平均入場人數為12,500人，後來在新球場啟用下，入座率己增至接近20,000人。
2005－06年球季對格羅寧根來說，上演了一場大逆轉，這季是他們近年表現最佳的球季之一。他們以第五名完成聯賽，令他們能參與爭奪歐洲聯賽冠軍杯第三輪外圍賽的季後賽。可惜，他們最終在決賽輸給在最後兩分鐘射入致勝之球的阿積士。格羅寧根只能參加歐洲足協盃，14年來首次進軍歐洲球壇，在第一圈兩回合累計3-4負於。
2006－07年球季格羅寧根在聯賽雖然只排第八位，但在季後附加賽分別擊敗及，再次獲得歐洲足協盃的參賽資格，首回合對意甲，主客兩回合也是1-1平手，十二碼3-4不敵被淘汰。
2022-23年球季对格罗宁根来说是一个黑暗日子，由于战绩不佳，以4胜6平21负在18支队伍只排第17位，而需要降入乙组作赛，亦是球会自1975年重返甲组以来，首度无缘甲组席位。

## 著名球員
- （Erwin Koeman）
- （Ronald Koeman）
- （Johan Neeskens）
- （Michael Reiziger）
- 范迪·阿末（Fandi Ahmad）
- (Luis Alberto Suárez Díaz)
- 维吉尔·范戴克(Virgil van Dijk)
- 阿揚·羅本(Arjen Robben)

## 外部連結
- （荷兰文） 官方網站 （页面存档备份，存于）